# Takeo, Saga
Takeo (japanska: 武雄市  ?, Takeo-shi) är en stad i Saga prefektur i Japan. Staden fick stadsrättigheter 1954.